# Bomkapelleke

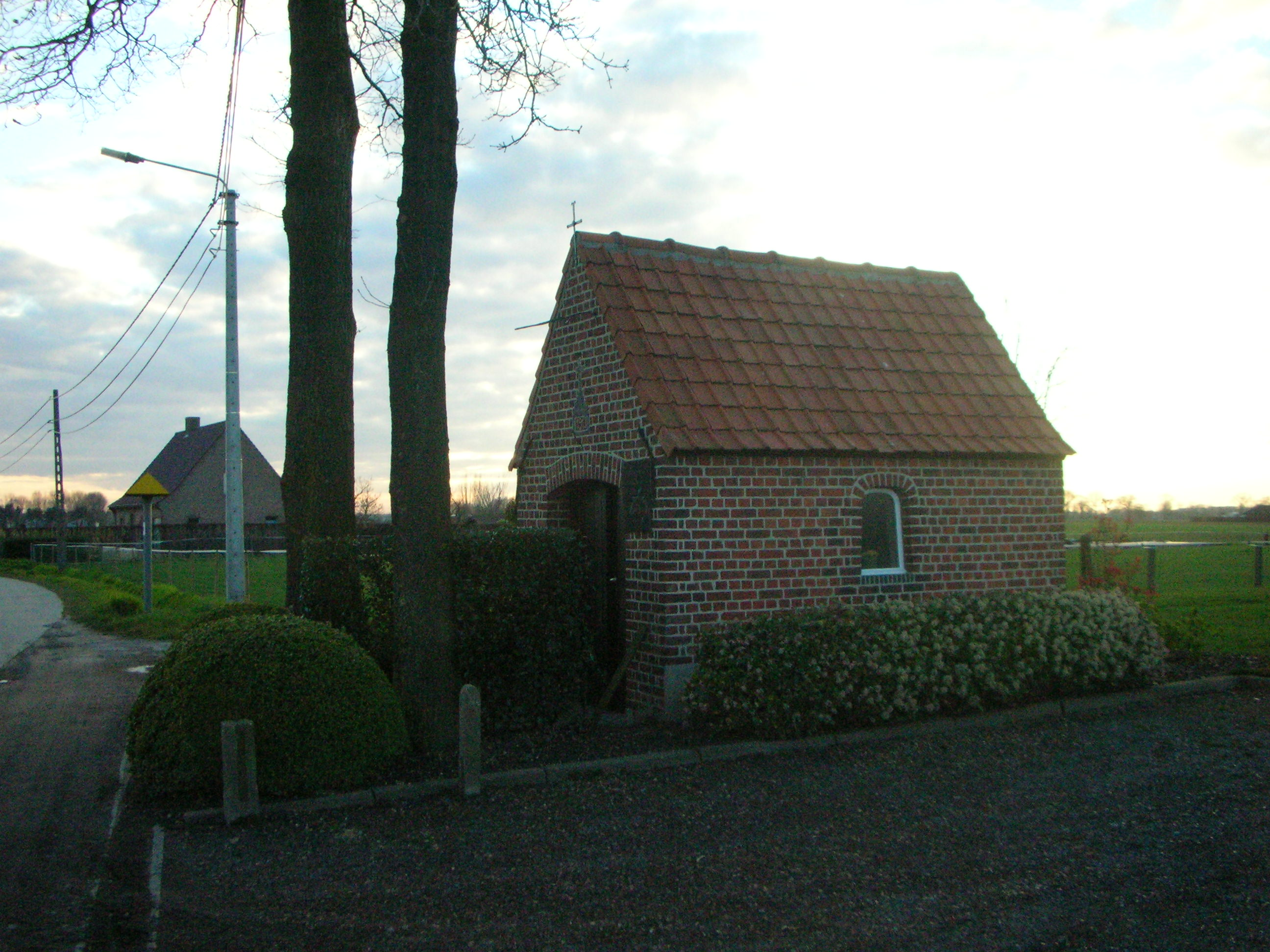
Het bomkapelleke in Koolskamp

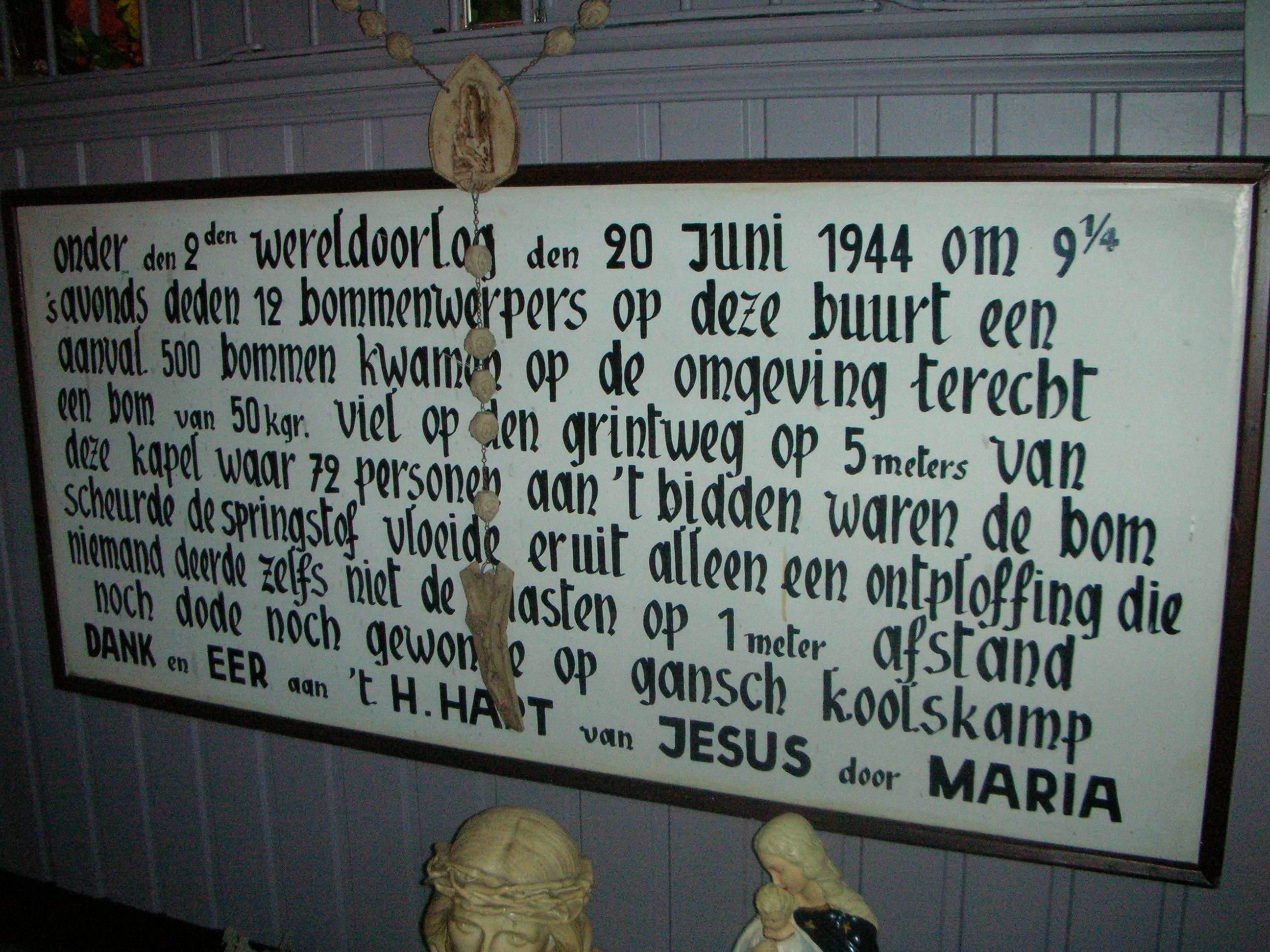
De gedenkplaat in het bomkapelleke

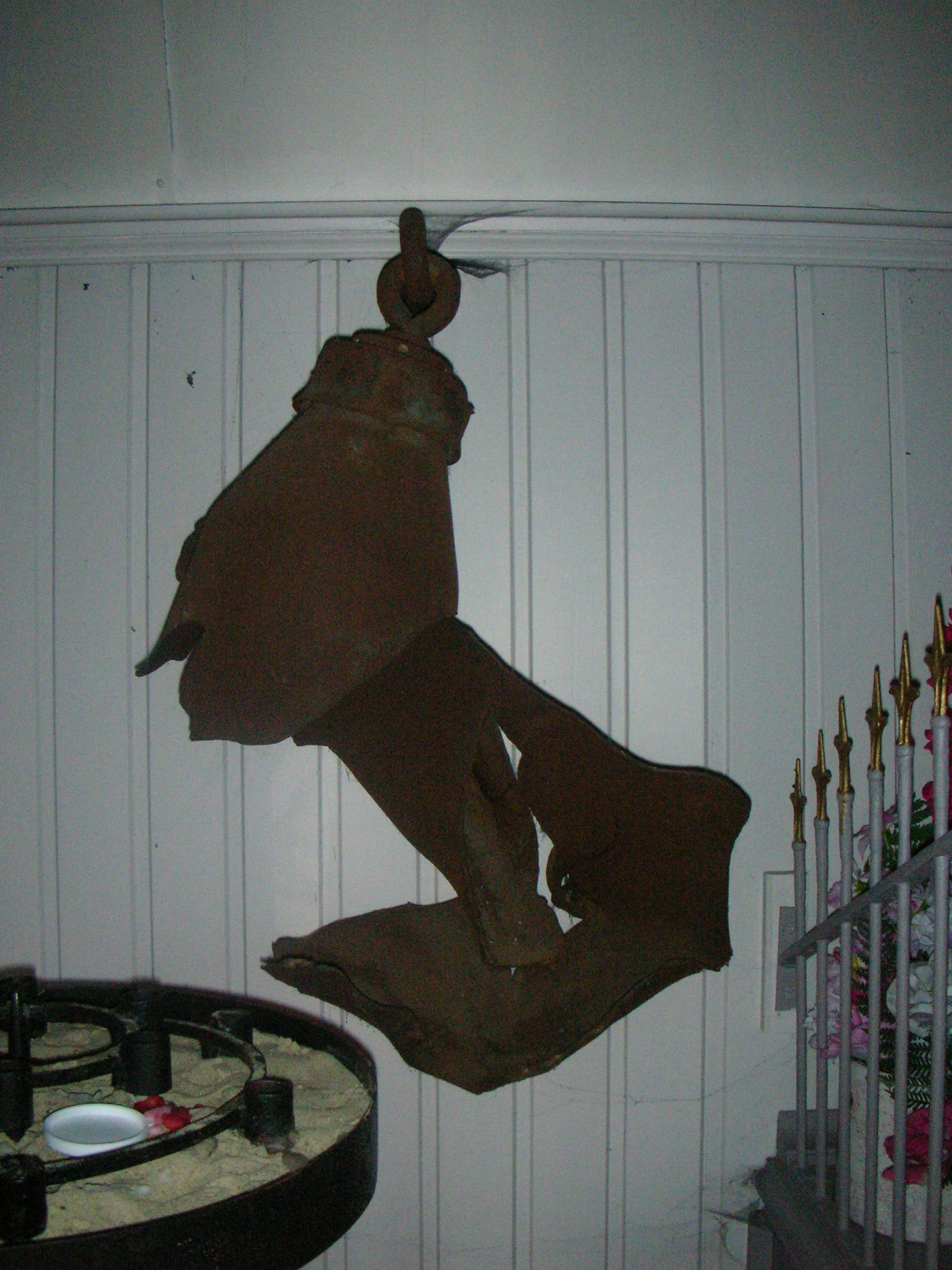
De opengescheurde bom

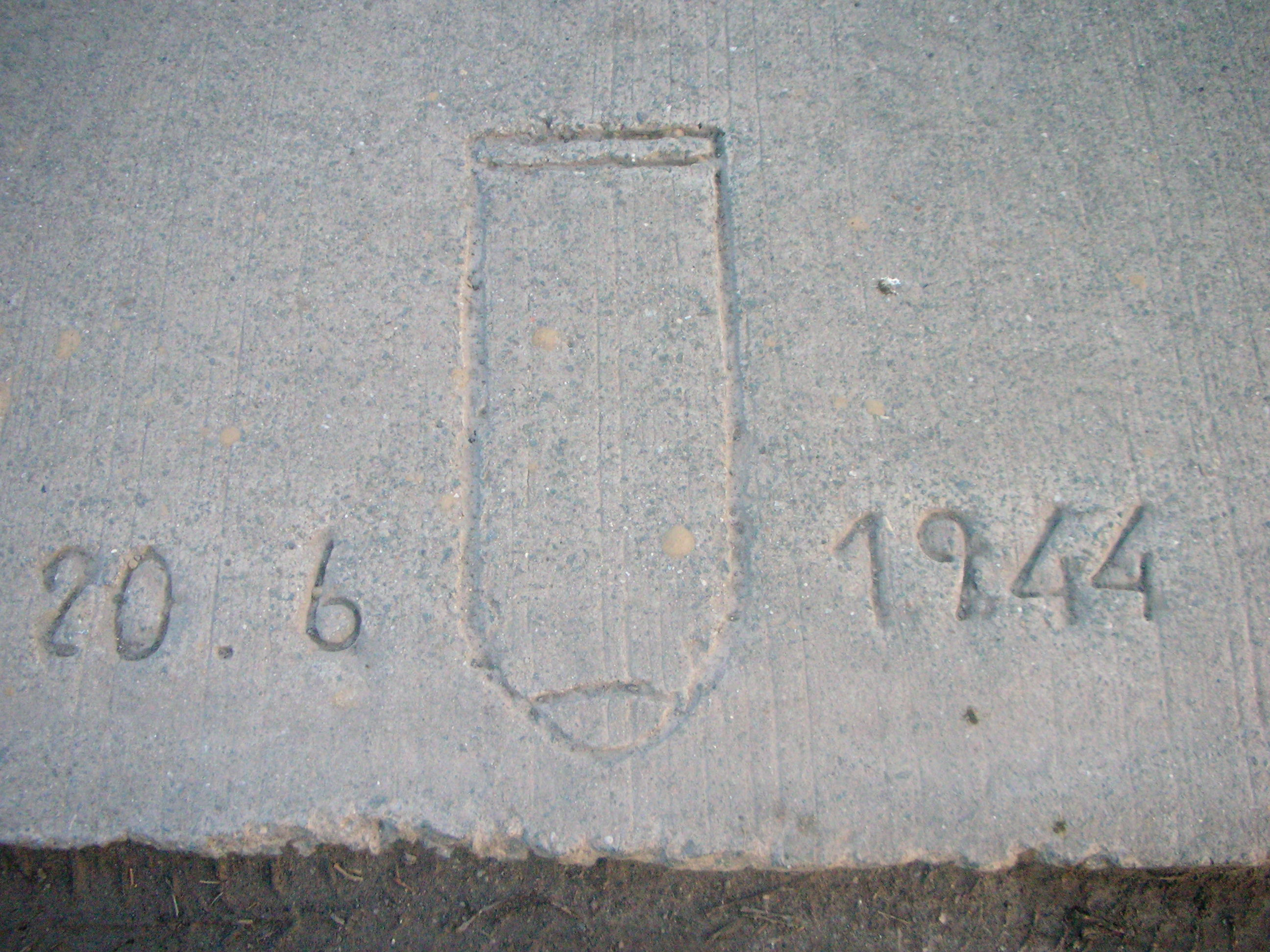
Het merkteken in de weg voor de kapel

Het bomkapelleke is een kapel in de Kapellestraat in het Belgische dorp Koolskamp.

## Geschiedenis
De kapel werd er in 1913 gebouwd door de familie Declercq nadat het lot hen gunstig gezind was en hun oudste zoon zijn dienstplicht niet hoefde te vervullen.
Tijdens de Tweede Wereldoorlog, op 20 juni 1944, hielden 72 mensen een bidstonde rond de kapel. Net op datzelfde moment werd Koolskamp door de geallieerden gebombardeerd. De twaalf bommenwerpers dropten zo'n 500 bommen in en om Koolskamp. Een daarvan kwam op de grintweg voor de kapel terecht op slechts een meter van enkele personen. Als bij wonder ontplofte de bom niet, maar scheurde ze open. Er vielen geen doden of gewonden, hetgeen als mirakel werd aangezien. Sindsdien is de Heilig Hartkapel dan ook beter bekend als het "bomkapelleke".
De kapel draagt vandaag de dag nog duidelijk de sporen van de miraculeuze gebeurtenis in 1944. In de kapel hangt de opengescheurde bom en vindt men een korte tekst waarop het wonder beschreven staat. Er hangt ook een foto en namenlijst van de 72 overlevenden van het bombardement. Op de straat voor de kapel staat de plek waar de bom viel aangeduid met een merkteken.

## Herdenking
Jaarlijks wordt er op 20 juni nog een kleine bedevaart georganiseerd van de parochiekerk in Koolskamp naar het bomkapelleke in de Kapellestraat.